# Dendronephthya nicobarensis
Dendronephthya nicobarensis is een zachte koraalsoort uit de familie Nephtheidae. De koraalsoort komt uit het geslacht Dendronephthya. Dendronephthya nicobarensis werd in 1909 voor het eerst wetenschappelijk beschreven door Henderson. 